# Olympische Sommerspiele 1896/Schwimmen – 100 m Freistil (Männer)
Der Schwimmwettkampf über 100 Meter Freistil der Männer bei den Olympischen Spielen 1896 in Athen wurde am 11. April als erster der vier Schwimmwettkämpfe ausgetragen. Der Wettkampf fand in der Bucht von Zea statt. Olympiasieger wurde der Ungar Alfréd Hajós, der mit einem halben Meter Vorsprung vor dem Österreicher Otto Herschmann das Ziel erreichte. Die Reihenfolge der Plätze 3 bis 10 ist nicht bekannt. Ebenso sind vier griechische Athleten unbekannt.
Mit einem Schiff wurden die Schwimmer auf das offene Meer hinaus gebracht, wo sich zwischen zwei Bojen der Start befand. Die Athleten schwammen zum Ufer, wo die Ziellinie mit einer roten Fahne markiert war.

## Ergebnisse
| Rang | Athlet               | Nation             | Zeit       |
| ---- | -------------------- | ------------------ | ---------- |
| 1    | Alfréd Hajós         | Ungarn             | 1:22,2 min |
| 2    | Otto Herschmann      | Österreich         | 1:22,8 min |
| 3–10 | Georgios Anninos     | Griechenland       | unbekannt  |
| 3–10 | Efstathios Chorafas  | Griechenland       | unbekannt  |
| 3–10 | Alexandros Chrysafos | Griechenland       | unbekannt  |
| 3–10 | Gardner Williams     | Vereinigte Staaten | unbekannt  |
| 3–10 | unbekannt            | Griechenland       | unbekannt  |
| 3–10 | unbekannt            | Griechenland       | unbekannt  |
| 3–10 | unbekannt            | Griechenland       | unbekannt  |
| 3–10 | unbekannt            | Griechenland       | unbekannt  |